# International Maritime Confederation

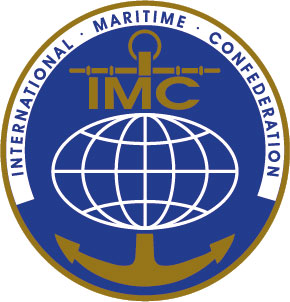
Logo International Maritime Confederation

Die International Maritime Confederation (IMC) ist der Dachverband der maritimen Verbände und Marine-Vereine auf europäischer Ebene. Er wird im deutschsprachigen Raum auch als Internationale Seefahrer-Föderation (ISF) bezeichnet.

## Zweck
Zweck der Föderation ist die gemeinsame Förderung des maritimen Verständnisses und die Verbreitung maritimen Gedankengutes auf der Basis internationaler Kooperation.

## Aufgaben
- Die Kontaktaufnahme und das Vertiefen von Verbindungen zwischen den Verbänden und den nachgeordneten Gliederungen in dem Bestreben, Vertrauen und Freundschaft zu fördern,
- das Wirken auf die Öffentlichkeit hinsichtlich eines maritimen Bewusstseins,
- das Intensivieren der Diskussion über die Notwendigkeit maritimer Sicherheit,
- Heranführen der Jugend an maritime Fragen, vor allem unter dem Aspekt wirtschaftlicher und humaner Komponenten und
- die Pflege bewahrenswerter maritimer Traditionen.

## Geschichte
1967 gründete der Deutsche Marinebund (DMB) zusammen mit seinem französischen Partnerverband „Fédération des Associations de Marins et de Marins Anciens Combattants“ (F.A.M.M.A.C.) eine gemeinsame Vereinigung. Dies war die Keimzelle für die IMC/ISF, deren Satzung 1972 im Rahmen des DMB-Abgeordnetentages in Duisburg in Kraft gesetzt wurde. Gründungsmitglieder waren maritime Verbände und Vereine aus Belgien, Frankreich, den Niederlanden, Österreich und Deutschland. in den folgenden Jahren sind Großbritannien (Royal Naval Association), Italien (Associazone Nationale Marinai d’Italia), Kroatien (Hrvatska Pomorska Straža) und Bulgarien (Военноморски сили на България) der Föderation beigetreten. Es kann jeweils nur ein Verband eine Nation vertreten. Der Vorsitz der Föderation wechselt im Dreijahresrhythmus, die erste Präsidentschaft hatte Frankreich inne. Im Oktober 2012 wurde die Präsidentschaft dem Deutschen Marinebund (DMB) übertragen (Karl Heid). 2025 ist die Präsidentschaft in den Händen der Royal Naval Association mit ihrem Präsidenten VAdm Duncan Potts CB (RN Rtd.).

## Aktivitäten
Es finden jährliche IMC-Tagungen statt, die letzte Tagung fand im Oktober 2024 in Split (Kroatien) statt. Einen größeren Teilnehmerkreis haben die internationalen IMC-Kongresse, die alle drei Jahre veranstaltet wurden.
Ebenfalls jährlich finden Jugend-Segellager der IMC statt. Das Segellager 2025 wird vom 20.–26. Juli in Ipswich, Großbritannien ausgetragen.
Liste der IMC-Jugendsegellager ab 2013:
2013: Plön (Deutschland)
2014: Varna (Bulgarien)
2015: Opatija (Kroatien für Österreich)
2016: Opatija (Kroatien für Österreich)
2017: Varna (Bulgarien)
2018: Venedig (Italien)
2019: Venedig (Italien)
2024: Ipswich (Großbritannien)
2024: Segeltörn auf dem italienischen Segelschulschiff „Palinuro“ 
2025: Ipswich (Großbritannien)
2026: voraussichtlich Deutschland

## Mitglieder
Ein Staat kann nur jeweils nur durch einen Verband vertreten sein. Die Mitglieder sind:
- Belgien:

Association Nationale des Anciens de la Force Navale (ANAFN/NVOZM)
- Bulgarien: Военноморски сили на България

- Deutschland:

Deutscher Marinebund (DMB)
- Frankreich:

Fédération des Associations de Marins et de Marins Anciens Combattants (F.A.M.M.A.C.)
- Großbritannien:

Royal Naval Association (RNA)
- Italien:

Associazone Nationale Marinai d’Italia (ANMI)
- Kroatien:

Hrvatska Pomorska Straza (HPS)
- Niederlande:

Algemene Vereniging van Oud- en actief dienend personeel van de Koninklijke Marine (AVOM)
- Österreich:

Österreichischer Marineverband (ÖMV)